# Бульвар Котляревського (пам'ятка природи)
Бульва́р Котляре́вського — ботанічна пам'ятка природи місцевого значення в Україні. Розташована в місті Полтаві, вздовж вулиці Котляревського. 
Площа 1 га. Статус присвоєно згідно з рішенням облвиконкому від 24.12.1970 року № 555; від 20.06.1972 року № 242; від 22.11.1984 року № 453. Перебуває у віданні КП «Декоративні культури» Полтавської міської ради. 
Статус присвоєно для збереження дворядної алеї, створеної 1903 року, на якій зростає 66 дубів. Довжина алеї 195 м, простягається від вулиці Небесної Сотні до вулиці Пушкіна.

## Галерея

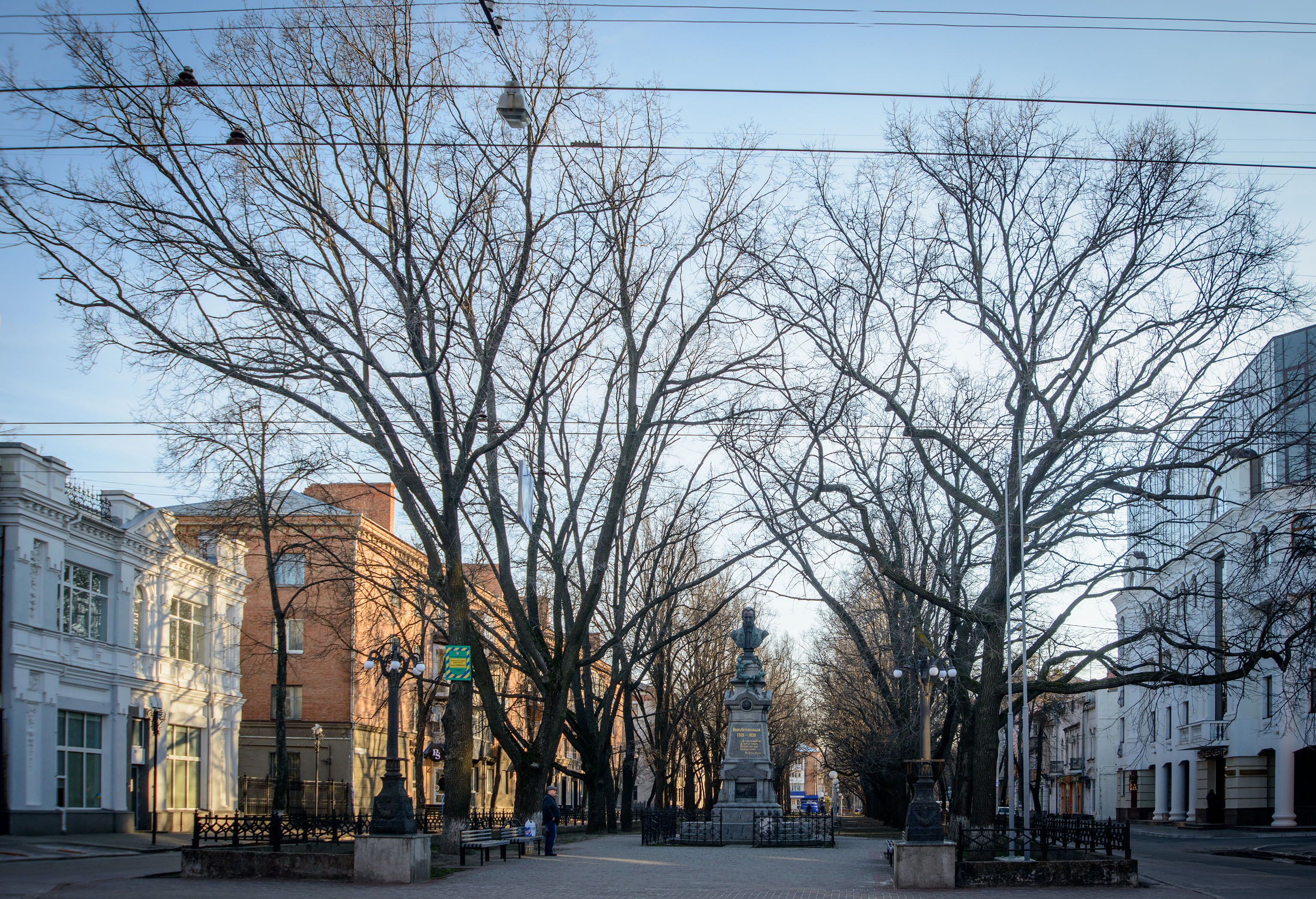
Бульвар Котляревського навесні
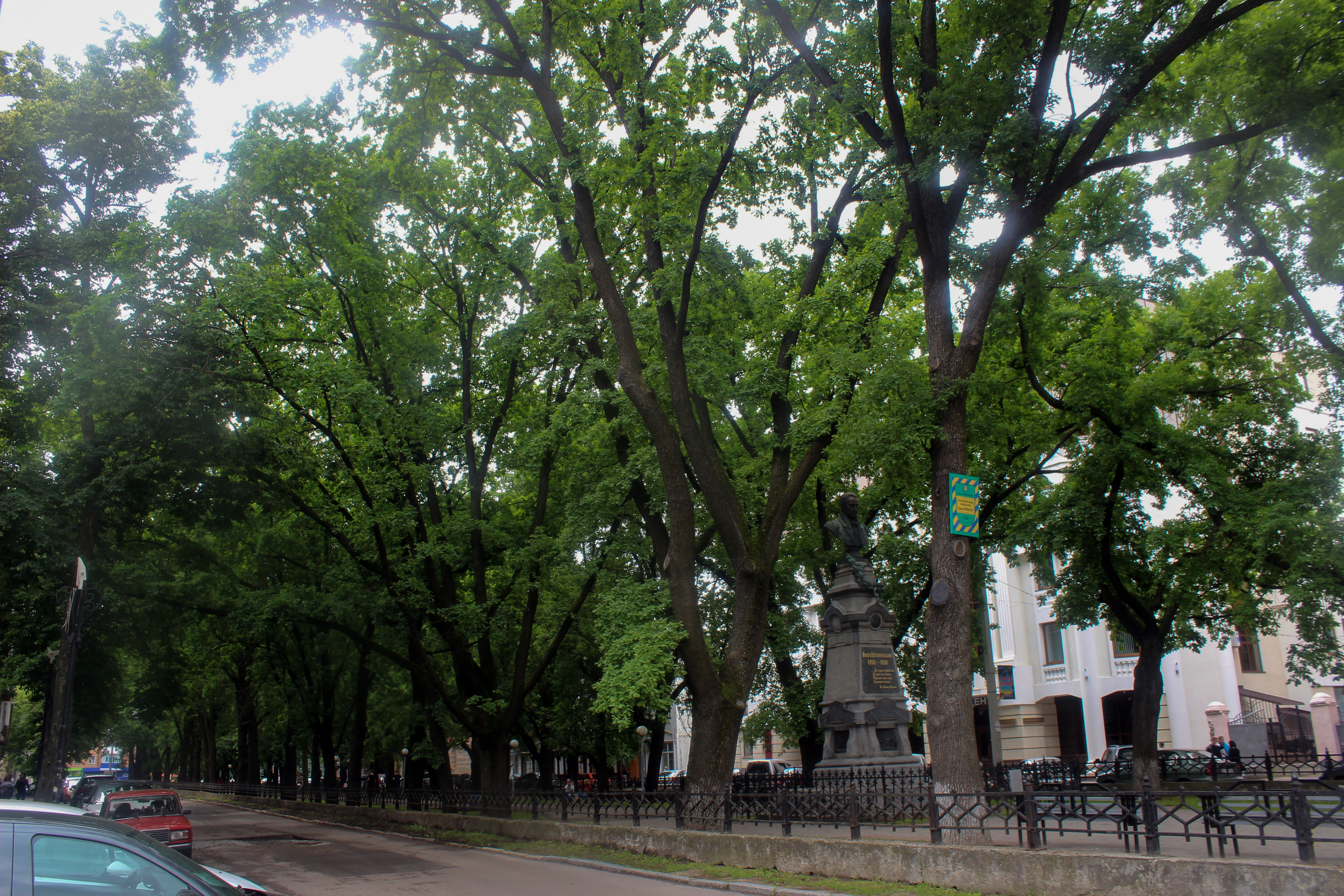
Бульвар Котляревського влітку
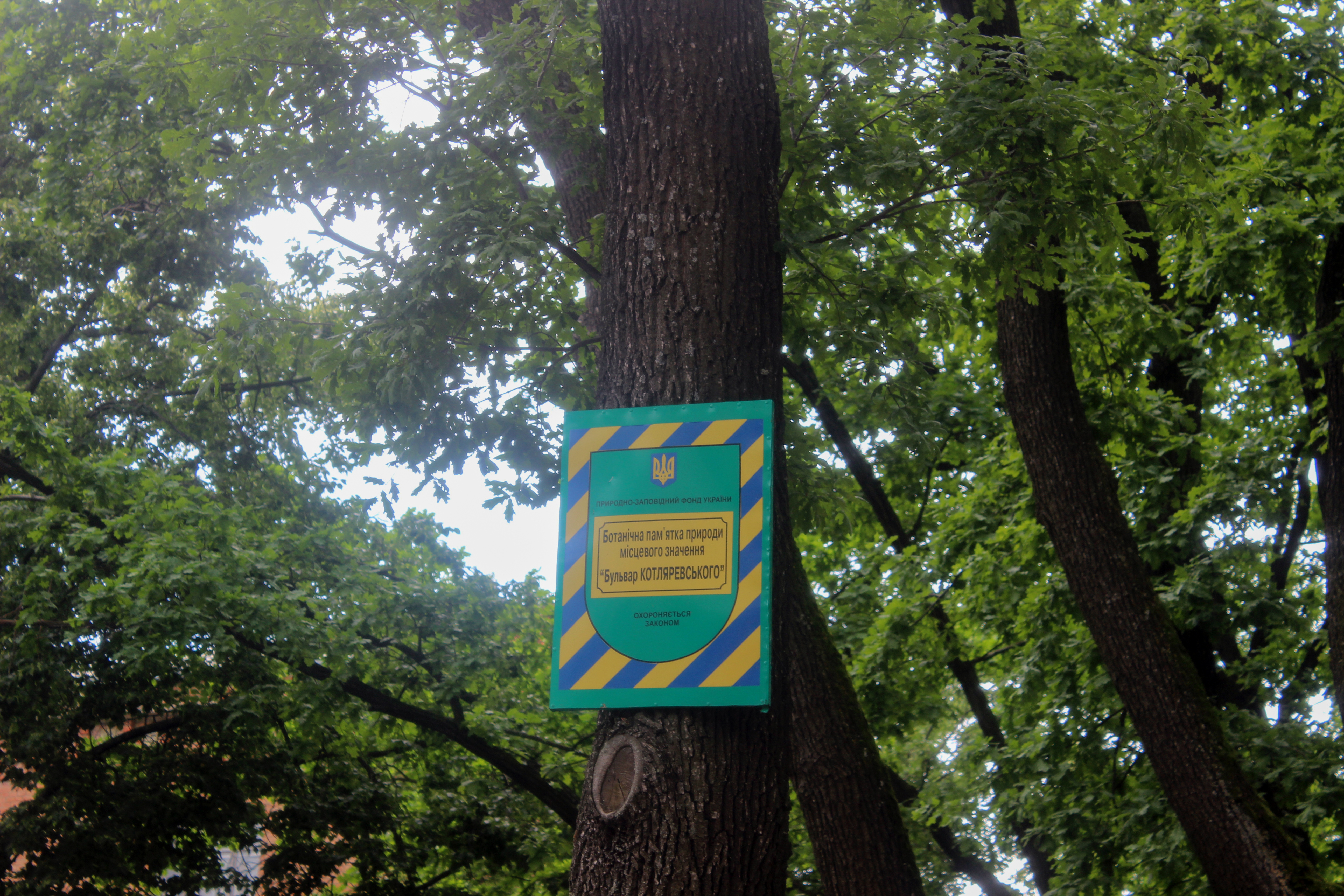
Природоохоронна таблиця